# Empyrium
Gli Empyrium sono gruppo musicale tedesco, formato nel 1994 a Hendungen, in Baviera. Il loro genere è doom/folk metal (inizialmente) e neofolk (negli ultimi anni).
Le tematiche della band sono differenti, e a seconda dell'album prodotto possono essere incentrate sulla natura, sull'oscurità, sulla tristezza, sul dolore e/o sul romanticismo.

## Formazione

### Formazione attuale
- Ulf Theodor Schwadorf (Markus Stock) - voci, chitarra acustica, basso, mellotron, batteria e percussioni
- Thomas Helm - voci, pianoforte/tastiere

### Ex componenti
- Andreas Bach - sintetizzatore

### Turnisti
- Nadine Moelter - flauto, cello

## Discografia
Demo
- 1995 - ...der wie ein Blitz vom Himmel fiel...

Album in studio
- 1996 - A Wintersunset...
- 1997 - Songs of Moors and Misty Fields
- 1999 - Where at Night the Wood Grouse Plays
- 2002 - Weiland
- 2014 - The Turn of the Tides
- 2021 - Über den Sternen

Album dal vivo
- 2013 - Bochum - Christuskirche 2012

Raccolte
- 2006 - A Retrospective
- 2014 - 1994-2014

EP
- 2002 - Drei Auszüge aus Weiland
- 2015 - The Mill

Singoli
- 2000 - Die Schwäne Im Schilf
- 2013 - Dead Winter Ways